# Lodewijk III de Jonge
Lodewijk III de Jonge (ca. 835 - 20 januari 882), was van 876 tot 882 koning van Oost-Francië en van 880 tot 882 heerser van Beieren.
Lodewijk III was de tweede zoon van Lodewijk de Duitser en diens vrouw Emma. In 865 werd Lodewijk III regent van Oost-Francië dat bestond uit Frankenland, Saksen en Thüringen. In 870 werd na het verdrag van Meerssen het oosten van Lotharingen hieraan toegevoegd. Na de dood van zijn vader werd Lodewijk III koning van al deze gebieden. Lodewijk zorgde er ook voor dat zijn vader in zijn abdij in Lorsch werd begraven. Bijna meteen na de dood van zijn vader werd Lodewijk aangevallen door zijn oom Karel de Kale. Op 8 oktober 876 versloeg Lodewijk zijn oom bij Andernach met een kleiner leger en wist zo zijn gebieden in Lotharingen te behouden. Na de dood van zijn broer Carloman van Beieren in 880 kreeg Lodewijk ook Beieren toegewezen. Na het Verdrag van Ribemont heerste Lodewijk over heel Lotharingen.

## Nageslacht
Lodewijk III trouwde op 29 november 874 met Liutgard, de dochter van graaf Liudolf van Saksen. Ze kregen twee kinderen: Lodewijk (877-879) en Hildegard (circa 878 - 895). Lodewijk had ook een buitenechtelijke zoon, Hugo (circa 855 - 880). De koning werd in 881 ziek en stierf in het begin van 882. Hij werd bij zijn vader begraven in Lorsch. Omdat hij geen mannelijke erfgenamen had, erfde zijn broer Karel de Dikke al zijn land.
Koning Lodewijk III mag niet verward worden met (keizer) Lodewijk III.

## Voorouders
| Voorouders van Lodewijk II de Jonge | Voorouders van Lodewijk II de Jonge                               | Voorouders van Lodewijk II de Jonge                               | Voorouders van Lodewijk II de Jonge                               | Voorouders van Lodewijk II de Jonge                               | Voorouders van Lodewijk II de Jonge                     | Voorouders van Lodewijk II de Jonge                     | Voorouders van Lodewijk II de Jonge                     | Voorouders van Lodewijk II de Jonge                     |
| ----------------------------------- | ----------------------------------------------------------------- | ----------------------------------------------------------------- | ----------------------------------------------------------------- | ----------------------------------------------------------------- | ------------------------------------------------------- | ------------------------------------------------------- | ------------------------------------------------------- | ------------------------------------------------------- |
| Overgrootouders                     | Karel de Grote (747-814) ∞ Hildegard (758-783)                    | Karel de Grote (747-814) ∞ Hildegard (758-783)                    | Ingram van de Haspengouw (744-) ∞ Rotrud (-)                      | Ingram van de Haspengouw (744-) ∞ Rotrud (-)                      | Rothard van de Argengau (725–771) ∞ Ermenane (-)        | Rothard van de Argengau (725–771) ∞ Ermenane (-)        | Isanbarth (–) ∞ Theodrada (-)                           | Isanbarth (–) ∞ Theodrada (-)                           |
| Grootouders                         | Lodewijk de Vrome (778-840) ∞ Ermengarde van Haspengouw (778-818) | Lodewijk de Vrome (778-840) ∞ Ermengarde van Haspengouw (778-818) | Lodewijk de Vrome (778-840) ∞ Ermengarde van Haspengouw (778-818) | Lodewijk de Vrome (778-840) ∞ Ermengarde van Haspengouw (778-818) | Welf van Altdorf (744-) ∞ Eigilwich (-)                 | Welf van Altdorf (744-) ∞ Eigilwich (-)                 | Welf van Altdorf (744-) ∞ Eigilwich (-)                 | Welf van Altdorf (744-) ∞ Eigilwich (-)                 |
| Ouders                              | Lodewijk de Duitser (806-876) ∞ Emma (zalige) (808-876)           | Lodewijk de Duitser (806-876) ∞ Emma (zalige) (808-876)           | Lodewijk de Duitser (806-876) ∞ Emma (zalige) (808-876)           | Lodewijk de Duitser (806-876) ∞ Emma (zalige) (808-876)           | Lodewijk de Duitser (806-876) ∞ Emma (zalige) (808-876) | Lodewijk de Duitser (806-876) ∞ Emma (zalige) (808-876) | Lodewijk de Duitser (806-876) ∞ Emma (zalige) (808-876) | Lodewijk de Duitser (806-876) ∞ Emma (zalige) (808-876) |
| Lodewijk II de Jonge (835-882)      |                                                                   |                                                                   |                                                                   |                                                                   |                                                         |                                                         |                                                         |                                                         |

vet = keizer · cursief = tegenkoning · 1 = medekoning (in een deelrijk) · 2 = afkomstig uit een andere dynastie